# Lava-pés

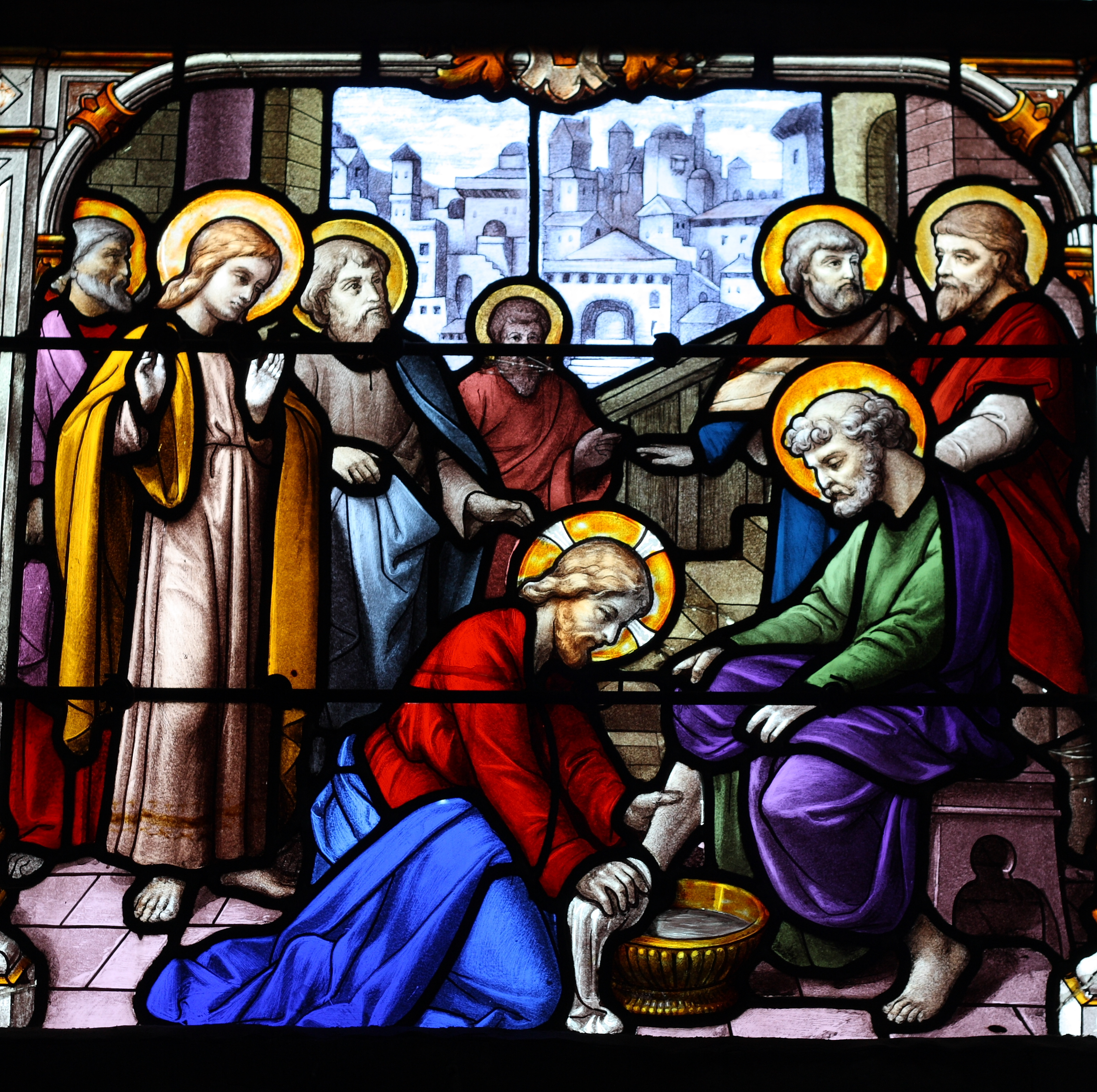
Lava-pés.
Vitral na Igreja de Saint-Aignan em Chartres, na França.

Lava-pés é um rito religioso observado por diversas denominações cristãs e é baseado no relato de João 13:1–17, que menciona Jesus realizando-o durante a Última Ceia. A cerimônia é realizada na Quinta-Feira Santa da Semana Santa.

## Contexto
A origem da prática pode estar nos costumes referentes à hospitalidade das civilizações antigas, especialmente naquelas onde a sandália (um calçado aberto) era o principal tipo de calçado. O anfitrião, ao receber um hóspede, providencia uma vasilha com água e um servo para lavar-lhe os pés. Este costume aparece em diversos pontos do Antigo Testamento (veja, por exemplo, Gênesis 18:4, Gênesis 19:2, Gênesis 24:32, Gênesis 43:24 e I Samuel 25:41, entre outros), e também em outros documentos históricos e religiosos. Um típico anfitrião da região geralmente se curvava, beijava o hóspede e então oferecia a água e o servo para a lavagem dos pés. O costume também valia quando o hóspede usava sapatos como uma forma de cortesia. No trecho em I Samuel aparece pela primeira vez o ato de alguém realizar a lavagem como prova de humildade. Em João 12, Maria de Betânia ungiu Jesus, presumivelmente para agradecer-lhe por ressuscitar seu irmão Lázaro dos mortos.
A Bíblia relata a lavagem dos pés de santos sendo praticada pela igreja antiga em I Timóteo 5:10, provavelmente como sinal de piedade, submissão ou humildade.

## Narrativa bíblica

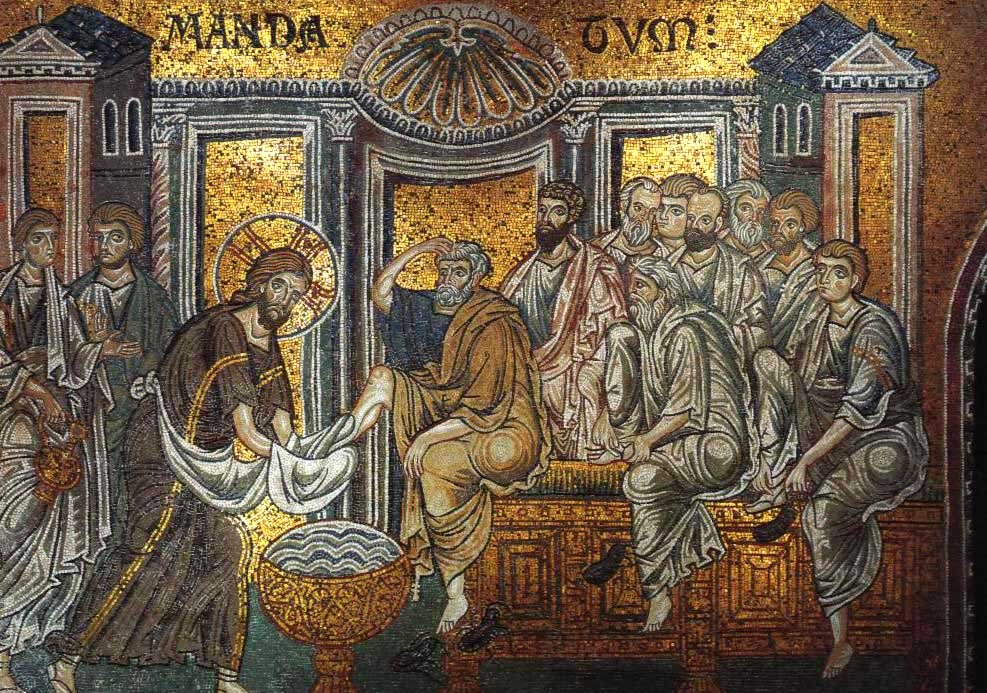
Lava-pés.
Mosaico na Catedral de Monreale.

As denominações cristãs que observam o lava-pés o fazem com base no exemplo e comando dado por Jesus no Evangelho de João:
| “ | «Antes da festa da Páscoa, sabendo Jesus que era chegada a sua hora de passar deste mundo ao Pai, tendo amado os seus que estavam no mundo, amou-os até o fim. Durante a ceia, como o Diabo havia já posto no coração de Judas Iscariotes, filho de Simão, que traísse a Jesus, sabendo este que o Pai tudo pusera nas suas mãos, e que saíra de Deus e ia para Deus, levantou-se da mesa, tirou as suas vestes e, tomando uma toalha, cingiu-se; depois deitou água na bacia e começou a lavar os pés aos discípulos e a enxugar-lhos com a toalha com que estava cingido. Chegando a Simão Pedro, perguntou-lhe este: Senhor, tu a mim me lavas os pés? Respondeu-lhe Jesus: O que eu faço, tu não o sabes agora, mas entendê-lo-ás mais tarde. Disse-lhe Pedro: Não me lavarás os pés jamais. Replicou-lhe Jesus: Se eu não te lavar, não tens parte comigo. Disse-lhe Simão Pedro: Senhor, não somente os meus pés, mas também as mãos e a cabeça. Declarou-lhe Jesus: Aquele que já se banhou, não tem necessidade de lavar senão os pés, porém está todo limpo; e vós estais limpos, mas não todos. Pois ele conhecia aquele que o havia de trair; por isso disse: Não estais todos limpos. Depois de lhes ter lavado os pés, tomou as suas vestes e, pondo-se de novo à mesa, perguntou-lhes: Compreendeis o que vos tenho feito? Vós me chamais Mestre, e Senhor, e dizeis bem; porque eu o sou. Se eu, pois, sendo Senhor e Mestre, vos lavei os pés, também vós deveis lavar os pés uns aos outros;porque vos dei exemplo, a fim de que, como eu fiz, assim façais vós também.» (João 13:1–15) | ” |

Jesus demonstrou o costume da época quando ele comenta sobre a falta de hospitalidade na casa de um fariseu que não providenciou água para a lavagem dos pés no episódio conhecido como Parábola dos Dois Devedores (Lucas 7:44).

## História
É possível que o ritual do lava-pés já fosse praticado durante a era apostólica, embora as evidências sejam escassas. Tertuliano (145–220), por exemplo, menciona a prática em sua obra "De Corona", mas não oferece detalhes sobre quem a praticava ou como. O ritual também era praticado na Igreja de Milão (c. 380), foi mencionado durante o Concílio de Elvira (300) e por Agostinho de Hipona (c. 400). A observância do lava-pés na época do batismo era mantida na África, Gália, Mediolano, no norte da Itália e na Irlanda. De acordo com a "Enciclopédia Menonita", a "Regra de São Bento" (529), utilizada pela Ordem dos Beneditinos, prescreve a lavagem dos pés para os hóspedes além da lavagem comunal como forma de humildade. Aparentemente o costume foi iniciado pela Igreja de Roma, ainda que não relacionado com o batismo, por volta do século VIII. Os albigenses observavam o costume, ligado à Comunhão, e o costume dos valdenses era lavar os pés dos ministros quando em visita. Há evidências que o costume também era observado pelos hussitas.

## Prática católica romana
Na Igreja Católica Romana, o ritual da lavagem dos pés é atualmente associada com a Missa da Ceia do Senhor, que celebra de maneira especial a Última Ceia de Jesus, na Quinta-Feira Santa. Evidências da prática neste dia remontam pelo menos o século XII, quando "o papa lavou o pé de doze subdiáconos após sua missa e de treze pessoas pobres após sua ceia."
De 1570 a 1955, o Missal Romano trazia, após o texto da missa da Quinta-Feira Santa, um rito de lavagem dos pés não relacionado com a missa. A revisão de 1955 pelo papa Pio XII inseriu-o na missa. Desde então, o rito é celebrado após a homilia que segue a leitura do evangelho — com o trecho referente à lavagem realizada por Jesus em João. Alguns homens pré-selecionados — geralmente doze, mas o missal não prescreve um número — são conduzidos até cadeiras preparadas para cerimônia. O sacerdote, com a ajuda de ministros, derrama água sobre os pés de cada um e os enxuga. Há alguma controvérsia, ou pelo menos uma variação na prática, sobre se este ritual deveria incluir leigos e, se sim, se mulheres deveriam ser excluídas.
No passado, a maior parte dos monarcas da Europa também realizavam o Lava-pés em suas cortes reais durante a Quinta-Feira Santa. Uma prática que era auxiliada pelo mestre-sala na Casa Real Portuguesa, e ainda era realizada até o início do século XX pelo imperador do Império Austro-Húngaro e pelo rei da Espanha.

## Prática ortodoxa e católica oriental

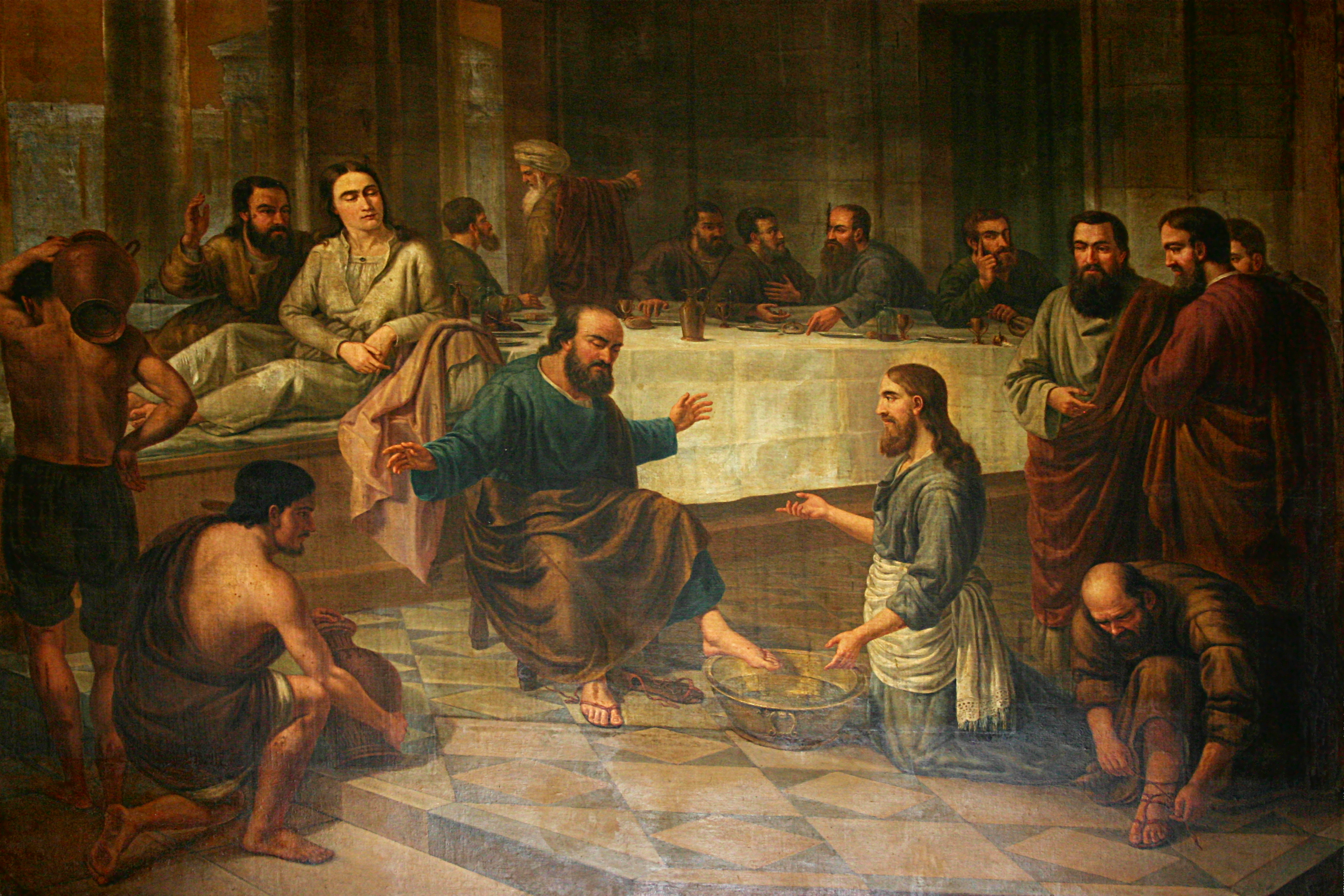
Lava-pés.
Pintura na Basílica de Santa Maria del Mar em Barcelona.

### Igreja Ortodoxa e católicos bizantinos
A Igreja Ortodoxa e as Igrejas Católicas Orientais realizam o Lava-pés também durante a Quinta-Feira Santa de acordo com seus rituais. O serviço pode ser realizado tanto pelo bispo lavando os pés de doze sacerdotes ou por um hegúmeno (abade) lavando os pés de doze membros da irmandade em seu mosteiro. A cerimônia é realizada ao final da chamada Divina Liturgia.
Após a Santa Comunhão, os irmãos seguem em procissão para o local da lavagem dos pés (que pode ser o centro da nave, no nártex, ou do lado de fora). Após um salmo e alguns troparia (hinos), uma litania (ektenia) é recitada e o bispo ou hegúmeno leem uma oração. Então o diácono faz a leitura do Evangelho de João, enquanto o clérigo faz o papel de Cristo e seus apóstolos conforme o bispo ou hegúmeno recita as palavras de Jesus. Então o próprio bispo ou hegúmeno conclui a leitura do evangelho, faz uma nova oração e asperge os presentes com a água utilizada na lavagem. A procissão então retorna para a igreja para que a despedida seja realizada normalmente.

### Ortodoxos orientais
O rito do Lava-pés também é observado pelas igrejas ortodoxas orientais durante a Quinta-Feira Santa. Na Igreja Ortodoxa Copta, o serviço é realizado pelo padre paroquial e não apenas por um bispo ou hegúmeno. Ele abençoa a água com a cruz, exatamente como ele faz para benzer água benta e lava os pés da congregação inteira.
Na Igreja Ortodoxa Síria, este serviço é realizado apenas pelo bispo e de forma bastante cerimonial, pois ele acontece no meio da leitura do evangelho (evangelion). Doze pessoas pré-selecionadas, leigos e clérigos, são colocadas no local da cerimônia e o bispo lava as mãos e beija os pés dos doze. Em seguida, o mais antigo dos padres lava os pés do bispo, demonstrando que o rito não é uma mera dramatização do evento passado. Finalmente, é feita uma oração através da qual a congregação toda lava e se limpa de seus pecados.

## Práticas protestantes ou reformadas
O ritual do Lava-pés é observado por diversos grupos protestantes e reformados, incluindo a Igreja Adventista do Sétimo Dia.
Além disso, observam o rito também os anglicanos, luteranos e metodistas, geralmente na Quinta-Feira Santa e, em alguns casos, na cerimônia de ordem na qual o bispo pode lavar os pés dos recém-ordenados sacerdotes. Embora a história mostre que o Lava-pés tenha sido por vezes realizado juntamente com o batismo e, por vezes, como uma cerimônia separada, ele é majoritariamente celebrado ligado ao serviço religioso da Última Ceia.
A observância do Lava-pés é bastante variada, mas um serviço típico se segue à repartição do pão ázimo e do vinho. Diáconos (em muitos casos) coloca bacias de água à frente de bancos pré-arrumados para o serviço. Os homens e mulheres participam em grupos separados, homens lavando pés de homens e mulheres, de mulheres. Cada membro da congregação lava os pés de outro membro, alternando-se entre eles.
Entre os grupos e denominações que não observam o Lava-pés como mandamento ou como ritual, o exemplo de Jesus é geralmente celebrado como simbólico e didático. Entre estes grupos, o Lava-pés é, ainda assim, praticado em algumas ocasiões. Alguns como forma de hospitalidade ou necessidade. Outros, como uma lição dramatizada perante a congregação.
Muitos batistas observam a lavagem literal dos pés como um terceiro mandamento. A comunhão e o serviço do Lava-pés são praticados regularmente por membros de diversas denominações batistas.

## Cristianismo evangélico
No Cristianismo evangélico, algumas denominações batistas e pentecostais também praticam lava-pés como uma terceira ordenança. 

## Outras

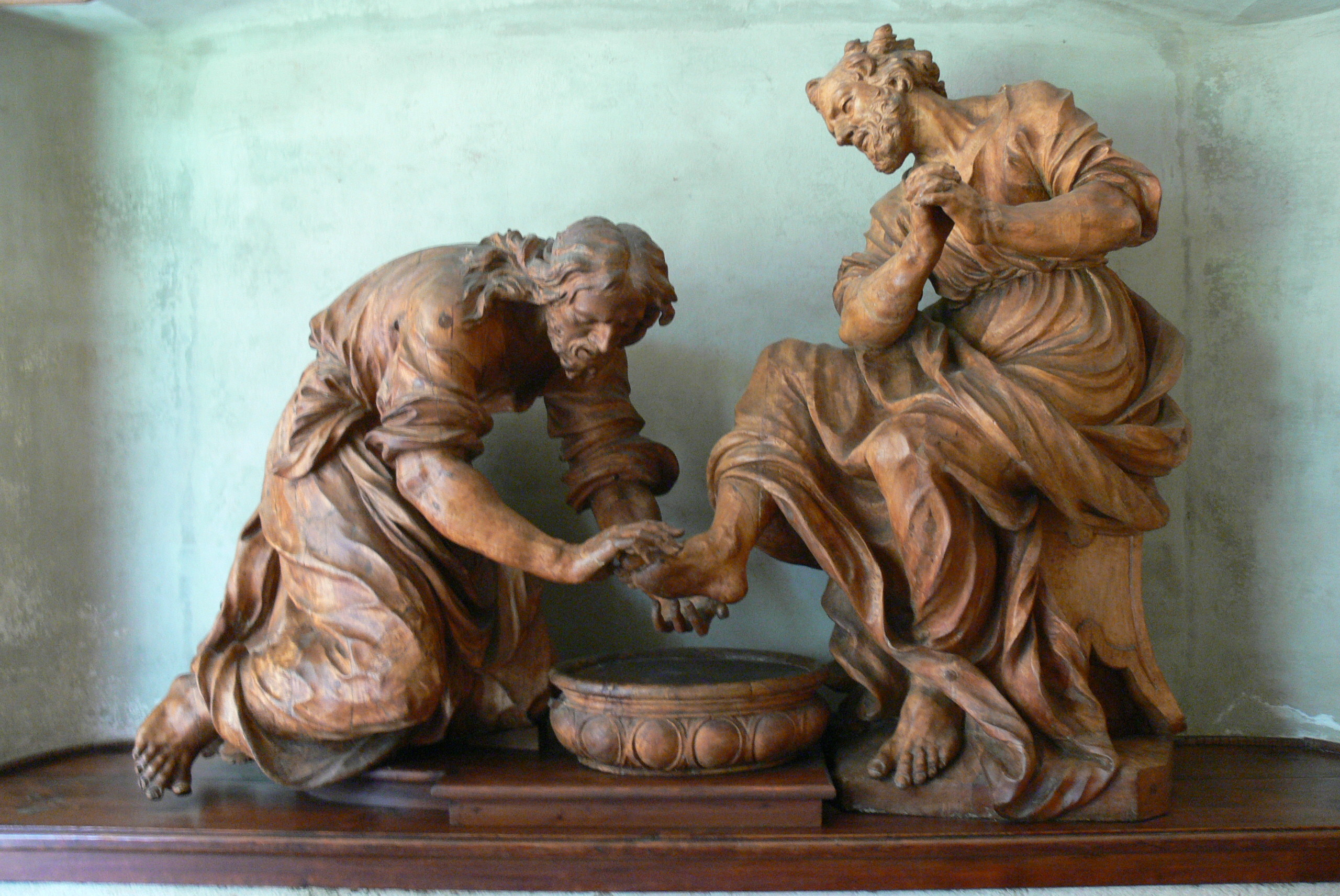
Jesus lavando os pés de Pedro.
Século XVIII. Estátua de Giovanni Giuliani no claustro da Abadia de Heiligenkreuz, na Áustria.

Para a Igreja de Jesus Cristo dos Santos dos Últimos Dias (mórmons), o fundador, em meados da década de 1830, instituiu o mandamento do Lava-pés nos templos como uma ablução ritual. A prática foi depois expandida para uma cerimônia de lavagem e unção, que inclui uma lavagem dos pés.
A Verdadeira Igreja de Jesus pratica o Lava-pés como um sacramento baseado no Evangelho de João. Como os outros dois sacramentos, o batismo e a ceia do Senhor, membros desta igreja acreditam que o Lava-pés concede graça salvadora ao recipiente — neste caso, uma parte de Cristo (João 13:8).
Por fim, as congregações Adventistas do Sétimo Dia agendam uma oportunidade para lavagem dos pés antes do serviço da Comunhão quatro vezes por ano. Em linha com sua comunhão "aberta", todos os fiéis presentes, não apenas os membros ou pastores, são convidados a partilhar da lavagem uns com os outros: homens com homens, mulheres com mulheres e, por vezes, casais casados entre si. Este serviço é chamado também de "Mandamento da Lavagem dos Pés" ou "Mandamento da Humildade". Seu objetivo principal é renovar a pureza que vem apenas de Cristo, mas também buscar e celebrar a reconciliação com outros membros da Ceia do Senhor.